# Дејан Савић
Дејан Савић (Београд 24. априла 1975) је бивши српски и југословенски репрезентативац у ватерполу, а сада тренер. Од 2012. до 2022. године био је селектор репрезентације Србије. Тренутно је селектор Црне Горе.
Као играч дуго година наступао је за Партизан, где је и почео своју играчку каријеру. Играо је у Шпанији за Барселону и Барселонету, био је у Италији у Флоренцији и Про Реку, добар део каријере провео је у руском Синтезу, а последњу сезону провео је у Црвеној звезди где је касније био веома успешан и трофејан тренер.
Као селектор Србије, освојио је двапут заредом златну медаљу на Олимпијским играма (2016, 2020). На светским првенствима 2015. и 2017. године освојио је златну и бронзану медаљу, а био је шампион Европе трипут заредом — 2014, 2016. и 2018. године.
У новембру 2024. године Дејан Савић изабран за новог селектора Црне горе.

## Каријера
Велики дио играчке каријере провео је у свом матичном клубу Партизану. Са Партизаном је освојио титулу шампиона (1995), 6 трофеја националног купа (1990, 1991, 1992, 1993, 1994, 1995), Куп победника купова (1990), Суперкуп Европе (1991) и ЛЕН куп (1998).
Савић је са 444 утакмице рекордер по броју одиграних утакмица за национални тим, а постигао је 405 голова. Последњу утакмицу у каријери је одиграо као ватерполиста Црвене звезде, чији је био тренер три сезоне. Половином децембра 2012. године Управни одбор Ватерполо савеза Србије је изабрао Дејана Савића за новог селектора А репрезентације Србије. На позицији селектора Србије је остао 10 година и освојио медаље водећи репрезентацију на готово свим такмичењима.
Медаље са репрезентацијом
- Олимпијске игре — бронза 2000, сребро 2004, бронза 2008, злато 2016, злато 2020.
- Светско првенство — бронза 1998, сребро 2001, бронза 2003, злато 2005.
- Европско првенство — сребро 1997 и 2008, злато 2001, 2003, 2006.
- Светски куп — бронза 2002, злато 2006.
- Светска лига — сребро 2004, злато 2005, 2006,2007, 2008.

## Клупски трофеји (као играч)
- Куп победника купова 1990 — Освајач купа са Партизаном
- Суперкуп Европе 1990/91 — Освајач купа са Партизаном
- ЛЕН куп 1997/98 — Освајач купа са Партизаном
- Суперкуп Европе 2003/04 — Освајач купа са Про Реком
- ЛЕН куп 2006/07 — Освајач купа са Синтезом
- Првенство СР Југославије 1994/95 —  Првак са Партизаном
- Куп СФР Југославије 1989/90. и 1990/91 — Освајач купа са Партизаном
- Куп СР Југославије 1991/92, 1992/93, 1993/94. и 1994/95 — Освајач купа са Партизаном
- Првенство Шпаније 2000/01 —  Првак са Барселонетом.
- Куп Шпаније 1998/99 — Освајач купа са Барселоном
- Куп Шпаније 2000/01 — Освајач купа са Барселонетом
- Првенство Русије 2006/07 —  Првак са Синтезом
- Куп Русије 2005/06 — Освајач купа са Синтезом

## Клупски и репрезентативни трофеји (као тренер)
- Првенство Србије 2012/13. и 2013/14. —  Првак са Црвеном звездом
- Куп Србије 2012/13. и 2013/14. — Освајач купа са Црвеном звездом
- Евролига 2012/13. —  Шампион са Црвеном звездом
- Супер куп Европе 2013. — Освајач купа са Црвеном звездом
- Европско првенство 2014, 2016. и 2018. —  Првак са Репрезентацијом Србије
- Светска лига 2014. и 2015. —  Првак са Репрезентацијом Србије
- Светски куп 2014. —  Освајач купа са Репрезентацијом Србије
- Светско првенство 2015. —  Првак са Репрезентацијом Србије
- Олимпијске игре у Рију 2016. —  Олимпијски победник са Репрезентацијом Србије
- Олимпијске игре у Токију 2020. —  Олимпијски победник са Репрезентацијом Србије